# Fléré-la-Rivière
Fléré-la-Rivière és un municipi francès, situat al departament de l'Indre i a la regió de Centre – Vall del Loira. L'any 2007 tenia 602 habitants.

## Demografia

### Població
El 2007 la població de fet de Fléré-la-Rivière era de 602 persones. Hi havia 268 famílies, de les quals 80 eren unipersonals (20 homes vivint sols i 60 dones vivint soles), 96 parelles sense fills, 60 parelles amb fills i 32 famílies monoparentals amb fills.
La població ha evolucionat segons el següent gràfic:
Habitants censats

### Habitatges
El 2007 hi havia 330 habitatges, 270 eren l'habitatge principal de la família, 24 eren segones residències i 36 estaven desocupats. 315 eren cases i 11 eren apartaments. Dels 270 habitatges principals, 211 estaven ocupats pels seus propietaris, 49 estaven llogats i ocupats pels llogaters i 10 estaven cedits a títol gratuït; 3 tenien una cambra, 22 en tenien dues, 57 en tenien tres, 70 en tenien quatre i 119 en tenien cinc o més. 216 habitatges disposaven pel capbaix d'una plaça de pàrquing. A 129 habitatges hi havia un automòbil i a 106 n'hi havia dos o més.

### Piràmide de població
La piràmide de població per edats i sexe el 2009 era:
| Homes | Edats   | Dones |
| ----- | ------- | ----- |
| 0     | 95 o +  | 0     |
| 0     | 90 a 94 | 0     |
| 4     | 85 a 89 | 4     |
| 8     | 80 a 84 | 12    |
| 16    | 75 a 79 | 28    |
| 20    | 70 a 74 | 8     |
| 24    | 65 a 69 | 32    |
| 12    | 60 a 64 | 20    |
| 16    | 55 a 59 | 24    |
| 16    | 50 a 54 | 16    |
| 20    | 45 a 49 | 16    |
| 20    | 40 a 44 | 24    |
| 20    | 35 a 39 | 16    |
| 20    | 30 a 34 | 12    |
| 12    | 25 a 29 | 20    |
| 12    | 20 a 24 | 4     |
| 16    | 15 a 19 | 8     |
| 16    | 10 a 14 | 16    |
| 4     | 5 a 9   | 16    |
| 12    | 0 a 4   | 20    |

## Economia
El 2007 la població en edat de treballar era de 364 persones, 250 eren actives i 114 eren inactives. De les 250 persones actives 230 estaven ocupades (124 homes i 106 dones) i 21 estaven aturades (8 homes i 13 dones). De les 114 persones inactives 47 estaven jubilades, 30 estaven estudiant i 37 estaven classificades com a «altres inactius».

### Ingressos
El 2009 a Fléré-la-Rivière hi havia 252 unitats fiscals que integraven 564 persones, la mediana anual d'ingressos fiscals per persona era de 15.199 €.

### Activitats econòmiques
Dels 26 establiments que hi havia el 2007, 2 eren d'empreses alimentàries, 1 d'una empresa de fabricació d'altres productes industrials, 6 d'empreses de construcció, 9 d'empreses de comerç i reparació d'automòbils, 2 d'empreses de transport, 2 d'empreses d'hostatgeria i restauració, 1 d'una empresa de serveis, 1 d'una entitat de l'administració pública i 2 d'empreses classificades com a «altres activitats de serveis».
Dels 12 establiments de servei als particulars que hi havia el 2009, 1 era una oficina de correu, 1 taller de reparació d'automòbils i de material agrícola, 1 paleta, 1 guixaire pintor, 1 fusteria, 2 lampisteries, 1 empresa de construcció, 1 perruqueria i 3 restaurants.
Dels 4 establiments comercials que hi havia el 2009, 1 era una botiga de més de 120 m², 1 una botiga de menys de 120 m², 1 una fleca i 1 una botiga de roba.
L'any 2000 a Fléré-la-Rivière hi havia 40 explotacions agrícoles que ocupaven un total de 1.624 hectàrees.

## Equipaments sanitaris i escolars
El 2009 hi havia una escola maternal.

## Poblacions més properes
El següent diagrama mostra les poblacions més properes.